# Dracophyllum pyramidale
Dracophyllum pyramidale là một loài thực vật có hoa trong họ Thạch nam. Loài này được W.R.B.Oliv. mô tả khoa học đầu tiên năm 1952.